# نجوع بندار
قرية نجوع بندار هي إحدى القرى التابعة لمركز جرجا بمحافظة سوهاج في جمهورية مصر العربية. حسب إحصاءات سنة 2006، بلغ إجمالي السكان في نجوع بندار 5295 نسمة، منهم 2854 رجل و2441 امرأة.

## تاريخ القرية
قرية «نجوع بندار» من القرى الحديثة، حيث انفصلت سنة 1892م عن قرية بندار التبينات.

## التوابع
تعتبر قرية نجوع بندار عدد من النواحي، وهي:
- نجع طه
- نجع الزرادين
- نجع سعيد الشرقي
- نجع عبد الرحمن عيسى
- نجع ابراهيم شملول
- نجع أحمد عبد المنعم
- نجع أحمد موسى
- نجع ملتم